# Асоціація професійних хокейних журналістів
Асоціація професійних хокейних журналістів (англ. Professional Hockey Writers' Association) — північноамериканська професійна асоціація хокейних журналістів, які пишуть для газет, журналів і веб-сайтів. Асоціація була заснована в 1967 році та налічує приблизно 180 членів з правом голосу. Асоціація була заснована як Асоціація журналістів національної хокейної ліги, а потім перейменована на Асоціацію професійних хокейних журналістів у 1971 році, щоб відрізнятися від команд НХЛ. Члени асоціації голосують за наступні сім індивідуальних нагород НХЛ: Трофей Гарта, Трофей Леді Бінг, Трофей Колдера, Трофей Джеймса Норріса, Трофей Конна Смайта, Трофей Білла Мастертона, та Трофей Френка Дж. Селке. Члени асоціації також голосують за Пам'ятну нагороду Елмера Фергюсона, яку вручає «Зала слави хокею» професійним хокейним журналістам.